# Wienerparti
Den här artikeln använder algebraisk schacknotation för att beskriva schackdragen.
Wienerparti är en schacköppning som karaktäriseras av dragen:
1. e4 e5
2. Sc3
Öppningen är namngiven efter staden Wien.

## Variationer
Svart brukar svara med 2...Sc6 eller 2...Sf6, ibland också med 2...Lc5. Mer sällsynta responser är 2...Lb4 och 2...d6. En systematisk lista över variationer ges nedan.
- Falkbeers variation 2...Sf6
- Max Langes försvar 2...Sc6
  - Fyfes gambit 3.d4
  - Paulsens variation 3.g3
  - Viennagambiten 3.f4. Svart svarar nästan alltid med 3...exf4, varefter ett antal variationer existerar:
    - Steiniz gambit 4.d4, varefter spelet brukar fortsätta med Fraser-Minckwitz variation 4...Dh4+ 5.Ke2 b6 eller Zukertorts försvar 4...Dh4+ 5.Ke2 d5.
    - Pierces gambit 4...Sf3 g5 5.d4. Rushmeres anfall fortsätter 5...g4 6.Lc4 gxf3 7.O-O d5 8.exd5 Lg4 9.dxc6.
    - Hamppe-Muzios gambit 4.Sf3 g5 5.Lc4 g4 6.O-O. Dubois variation fortsätter med 6...gxf3 7.Dxf3 Se5 8.Dxf4 Df6.
    - Hamppe-Allgaiers gambit 4.Sf3 g5 5.h4 g4 6.Sg5. Alapins variation fortsätter 6...d6.
- Zhuralevs motgambit 2...Lb4 3.Dg4 Sf6

## Partiexemplar
Vit: Wilhelm Steiniz
Svart: Louis Paulsen  
Baden-Baden 1870
1.e4 e5 2.Sc3 Sc6 3.f4 exf4 4.d4 Dh4 5.Ke2 d6 6.Sf3 Lg4 7.Lxf4 O-O-O 8.Ke3 Dh5 9.Le2 Da5 10.a3 Lxf3 11.Kxf3 Dh5 12.Ke3 Dh4 13.b4 g5 14.Lg3 Dh6 15.b5 Sce7 16.Tf1 Sf6 17.Kf2 Sg6 18.Kg1 Dg7 19.Dd2 h6 20.a4 Tg8 21.b6 axb6 22.Txf6 Dxf6 23.Lg4 Kb8 24.Sd5 Dg7 25.a5 f5 26.axb6 cxb6 27.Sxb6 Se7 28.exf5 Df7 29.f6 Sc6 30.c4 Sa7 31.Da2 Sb5 32.Sd5 Dxd5 33.cxd5 Sxd4 34.Da7 Kc7 35.Tc1 Sc6 36.Txc6 1-0 